# Hyperhydratation
Hyperhydratation (auch Hyperhydration) oder Überwässerung bezeichnet einen Volumenüberschuss der extrazellulären Flüssigkeit, zu der auch das Blutplasma zählt. Ursache ist eine Störung des Volumenhaushalts (Überschuss von Natrium und Wasser) oder der Osmoregulation (isolierter Wasserüberschuss). Sie tritt als krankhafter Zustand bei Herzinsuffizienz, Nierenerkrankungen, hormonellen Störungen oder übermäßiger Zufuhr (durch Trinken oder Infusionen) auf. Bei bestimmten Chemotherapien wird sie aber auch durch Infusionen therapeutisch herbeigeführt, um einer Nierenschädigung durch die Therapie vorzubeugen.
Schwere Formen der Überwässerung können durch Dialyseverfahren wie Hämofiltration (kontinuierliche veno-venöse Hämofiltration (CVVH) bzw. kontinuierliche arteriovenöse Hämofiltration (CAVH)) oder kontinuierliche veno-venöse Hämodialyse (CVVHD) behandelt werden.

## Einteilung
Abhängig vom Natriumgehalt und damit der Osmolalität des Bluts und der Extrazellulärflüssigkeiten wird die Hyperhydration unterteilt:
- Hypotone Hyperhydration: die Osmolalität (d. h. im Wesentlichen der Natriumgehalt) des Bluts ist vermindert (Hyponatriämie)
- Isotone Hyperhydration: die Osmolalität des Bluts ist normal
- Hypertone Hyperhydration: die Osmolalität des Bluts ist erhöht

## Hypotone Hyperhydratation („Wasservergiftung“)
Meist tritt diese Erkrankung auf, wenn Verluste an Salzen und Flüssigkeit bei heißem Wetter, großen Anstrengungen, Erbrechen oder Durchfall mit salzarmer Flüssigkeit (Trinken von Wasser, Infusionen von Glucoselösungen) ersetzt werden. Eine Überwässerung des menschlichen Organismus tritt mitunter auch bei Konsum von MDMA (der Hauptwirkstoff in vielen 'Ecstasy'-Tabletten) auf, da viele Konsumenten aus multifaktoriellen Gründen nicht selten ein hohes Maß an Wasser zu sich nehmen. Besonders Frauen gelten hierbei als gefährdet.
Symptome der Erkrankung sind Schwindel, Kopfschmerzen, Übelkeit und Erbrechen; in Extremfällen kann eine Wasservergiftung in Kombination mit Natriummangel zu Organschädigung führen und tödlich sein.
Die niedrigen Natriumwerte können zur Desorientierung und zu ernsten Hirnfunktionsstörungen (Hirnödem, Tremor, Ataxie, epileptiforme Muskelkrämpfe, Koma) führen.
Von Gesunden werden aber kurzfristig auch größere Mengen an Wasser ohne Schaden und ohne stärkere Elektrolytverschiebungen vertragen.
Auch das häufig beschuldigte destillierte Wasser ist in normalen Mengen für den Körper unschädlich.